# The Bootleg Series Volumes 1-3 (Rare & Unreleased) 1961-1991
The Bootleg Series Volumes 1-3 (Rare & Unreleased) 1961-1991 är ett samlingsalbum av Bob Dylan. Det finns dock ett antal låtar här som aldrig har varit med på något album förr.

## Spellista

### CD 1
1. "Hard Times in New York Town" - 2:17
2. "He Was a Friend of Mine" - 4:02
3. "Man on the Street" - 1:55
4. "No More Auction Block" - 3:02
5. "House Carpenter" - 4:07
6. "Talking Bear Mountain Picnic Massacre Blues"  - 3:44
7. "Let Me Die in My Footsteps" - 3:32
8. "Rambling, Gambling Willie" - 4:12
9. "Talkin Hava Negeilah Blues" - 0:51
10. "Quit Your Low Down Ways" - 2:39
11. "Worried Blues" - 2:38
12. "Kingsport Town" - 3:28
13. "Walkin' Down the Line" - 5:52
14. "Walls of Red Wing" - 5:03
15. "Paths of Victory" - 3:17
16. "Talkin' John Birch Paranoid Blues" - 4:25
17. "Who Killed Davey Moore?" - 3:08
18. "Only a Hobo" - 3:28
19. "Moonshiner" - 5:05
20. "When the Ship Comes In" - 2:54
21. "The Times They Are a-Changin'" - 2:58
22. "Last Thoughts on Woody Guthrie" - 7:08

### CD 2
1. "Seven Curses" - 3:47
2. "Eternal Circle" - 2:37
3. "Suze (The Cough Song)" - 1:57
4. "Mama, You Been on My Mind" - 2:55
5. "Farewell Angelina" - 5:56
6. "Subterranean Homesick Blues" - 2:17
7. "If You Gotta Go, Go Now" - 2:54
8. "Sitting on a Barbed-Wire Fence" - 3:52
9. "Like a Rolling Stone" - 1:34
10. "It Takes a Lot to Laugh, It Takes a Train to Cry" - 3:20
11. "I'll Keep It With Mine" - 3:38
12. "She's Your Lover Now" - 6:08
13. "I Shall Be Released" - 3:54
14. "Santa Fe" - 2:08
15. "If Not for You" - 3:32
16. "Wallflower" - 2:48
17. "Nobody 'Cept You" - 2:40
18. "Tangled Up In Blue" - 6:50
19. "Call Letter Blues" - 4:27
20. "Idiot Wind" - 8:52

### CD 3
1. "If You See Her, Say Hello" - 3:44
2. "Golden Loom" - 4:26
3. "Catfish" - 2:48
4. "Seven Days" - 3:59
5. "Ye Shall Be Changed" - 4:07
6. "Every Grain of Sand" - 3:37
7. "You Changed My Life" - 5:13
8. "Need a Woman" - 5:42
9. "Angelina" - 6:57
10. "Someone's Got a Hold of My Heart" - 4:32
11. "Tell Me" - 4:24
12. "Lord Protect My Child" - 3:57
13. "Foot of Pride" - 5:56
14. "Blind Willie McTell" - 5:52
15. "When the Night Comes Falling from the Sky" - 5:37
16. "Series of Dreams" - 5:52